# Katoličko groblje Svi Sveti, Husino
Katoličko groblje na Husinu je objekt kulturno-povijesne baštine u ruralnom području Grada Tuzle. Katoličko groblje je pod zaštitom države. Zaštićena je baština.
Groblje je posvećeno Svim svetima. Na njemu su pokapani Husinjani i i župljani župe Morančani, kao i mještani naselja Kreke, Bukinja i Miladija, zbog čega je bilo vrlo popunjeno i potrebno je bilo novo groblje. Novo groblje je na lokaciji Cerovima i blagoslovljeno je na blagdan Duhova 2013. godine i posvećeno Duhu Svetom.